# Herrengosserstedt
Herrengosserstedt ist ein Ortsteil der Gemeinde An der Poststraße im Burgenlandkreis in Sachsen-Anhalt.

## Geographie
Herrengosserstedt liegt zwischen Weimar und Halle (Saale).

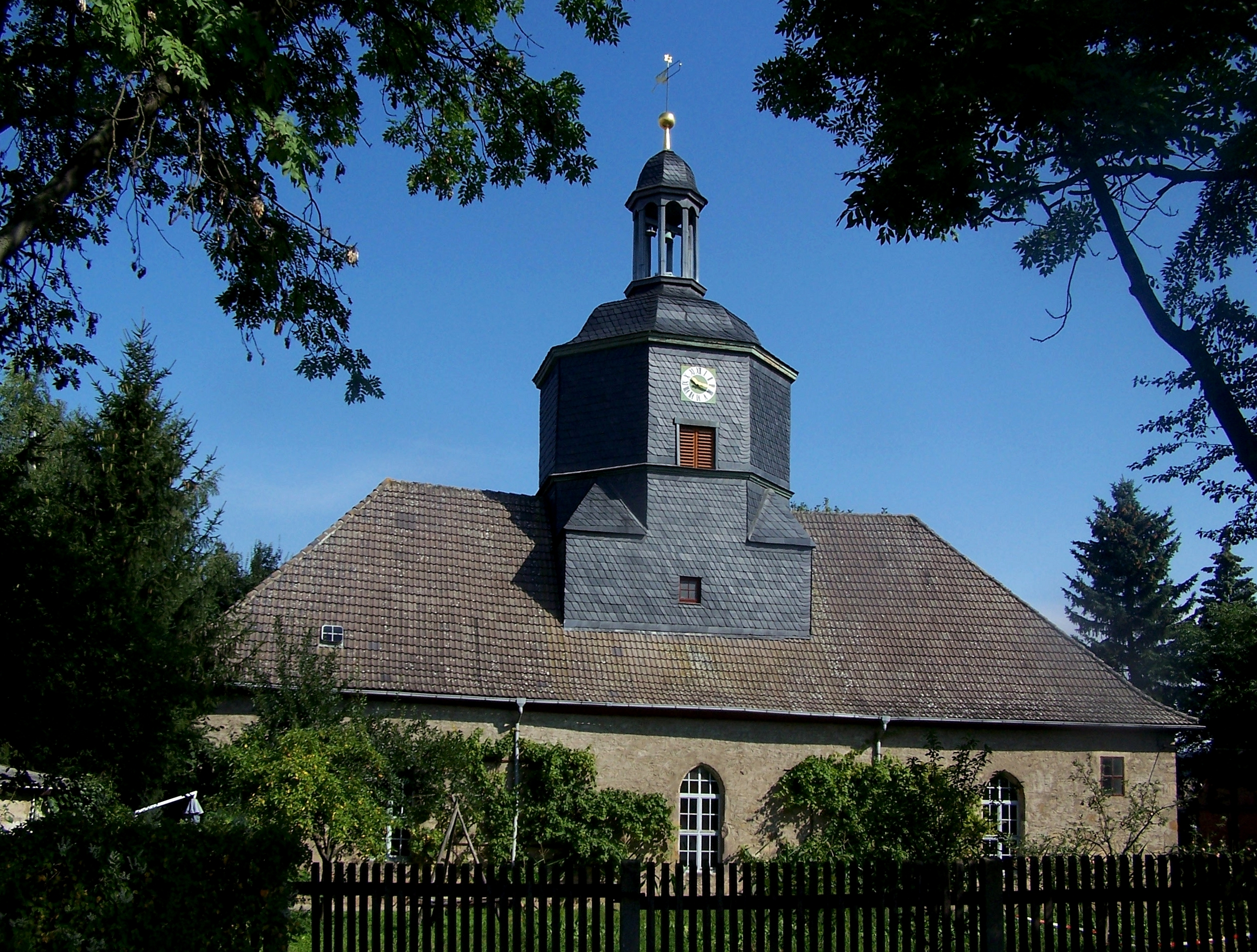
Kirche Herrengosserstedt

## Geschichte
In der Flur um Herrengosserstedt befinden sich Relikte frühgeschichtlicher Besiedlungen. Es gibt vier neolithische Siedlungen, von denen zwei auch noch zur Bronzezeit existierten. Für zwei weitere Siedlungen sprechen Funde, die mittlerweile im Heimatmuseum in Kölleda ausgestellt werden.
Das heutige Herrengosserstedt liegt an zwei alten Heerwegen. Durch diesen Umstand siedelten im 3. Jahrhundert die Angeln und Warnen an der Stelle. Aus dem in Nord-Süd-Richtung verlaufenden Heerweg wurde im Mittelalter eine Kupferstraße, die zum Transport des abgebauten Kupfers aus dem Mansfeld nach Italien genutzt wurde. Der in Ost-West-Richtung verlaufende wurde zur Poststraße, die von Kassel her über Eßleben und Klosterhäseler nach Leipzig führte.

### Frühe urkundliche Erwähnungen
Am 18. März 874 war die erste urkundliche Erwähnung des Ortes mit der Bezeichnung „Gozherestet“ als Zinsort Fuldas. In der besagten Urkunde werden die Ansprüche des fuldaischen Abtes Sigehard um die Erhebung des Zehnten in Thüringen gegen die Ansprüche des Erzbischofs Liutbert von Mainz nach einem erbitterten Streit in zahlreichen Orten Thüringens vom König Ludwig in der Pfalz zu Ingelheim bestätigt.

### Dorfteilung
Bereits im 10. Jahrhundert wurde das damalige Dorf zweigeteilt. Dies ist vermutlich auf eine Erbteilung unter den damaligen Ortsherren zurückzuführen. Das Unterdorf bis zur Bachgasse war zu drei Seiten von Wasser umgeben und auf der Nordseite durch einen hohen Erdwall geschützt, der erst im 19. Jahrhundert abgetragen wurde. Das Unterdorf unterstand dem Kloster Oldisleben, das im Bereich des Hofbesitzes des Bauern Erich Mäder ein Klostergut betrieb. Auf diesem befand sich die Kreuzkirche, nach dieser wurde das Dorf „Gosserstedt-Crucis“ genannt.
Das Oberdorf mit der Wasserburg, dem späteren Rittergut, befand sich im 13. Jahrhundert im Besitz des Ministerialengeschlechts von Gosserstedt. In diesem Dorfteil stand die Marienkirche. Nach ihr wurde der Ort „Gosserstedt-Mariae“ genannt. Es stand lange Zeit unter der Lehnshoheit der Grafen von Weimar-Orlamünde. Diese besaßen im Ort auch viele Jahrzehnte ein Landgericht.

### Familie der Marschalle von Gosserstedt

Wappen der Marschalle

Wohl nach 1400 wurde in diesem Dorfteil das Geschlecht der Marschalle ansässig, die Besitzungen in Thüringen und auch in Sachsen ihr Eigen nannten und deren Senior später den Titel des Erbmarschalls von Thüringen führte. In der ersten Hälfte des 15. Jahrhunderts war Rudolph Marschall Herr auf der Burg, in der zweiten Hälfte des 16. Jahrhunderts Georg Rudolph Marschall; einer seiner Söhne war Ludwig Ernst Marschall. Immer wieder gab es zwischen den als Marschalle von Gosserstedt bezeichneten Herren und dem Kloster Oldisleben Auseinandersetzungen um den Besitz des Oldislebener Klostergutes und Gosserstedt-Crucis. Zur Reformationszeit kamen die Marschalle dann aber in den Besitz des Unterdorfes samt Kloster und Kirche. Damit waren die Marschalle von Gosserstedt alleinige Herren des Dorfes. 1539 befindet sich im Visitationsprotokoll erstmals die Bezeichnung „Herrengosserstedt“ für das Dorf.
Im Dreißigjährigen Krieg wurde der Ort stark zerstört. Im Jahr 1637 starben durch die den Kriegshandlungen folgenden Seuchen und die Pest insgesamt 231 Einwohner des Ortes. Dies führte zur vollständigen Auslastung der Friedhöfe an beiden Kirchen. Daraufhin wurde ein dritter Friedhof im Ort angelegt. Nach dem Krieg lagen beide Kirchen wüst. Friedrich Wilhelm Marschall, Erbmarschall zu Thüringen, ließ daraufhin die Marienkirche auf den alten Fundamenten wieder aufbauen und dabei um den Altarraum nach Osten erweitern, unter dem für die Marschalle eine Gruft als neue Begräbnisstätte angelegt wurde. So kam es auch zur Besonderheit, dass der Kirchturm der ehemaligen Marienkirche in der Mitte der Kirche steht. Die älteste Turmknopfurkunde stammt vom 22. Juni 1675. Zu diesem Zeitpunkt wurde die Marienkirche auch in Trinitatiskirche umbenannt. Die Kreuzkirche wurde nicht wieder aufgebaut.
Während Mitglieder des Geschlechts der Marschalle, dessen Oberhaupt in Altengottern bei Mühlhausen/Thüringen den Titel Erbmarschall von Thüringen führte, bis zum Ende des 18. Jahrhunderts in Burgholzhausen und Tromsdorf saßen, verkauften die Herrengosserstedter Marschalle bereits 1715 ihren gesamten Besitz an den Oberamtmann Conrad Werner Wedemeyer.

### Familie von Münchhausen

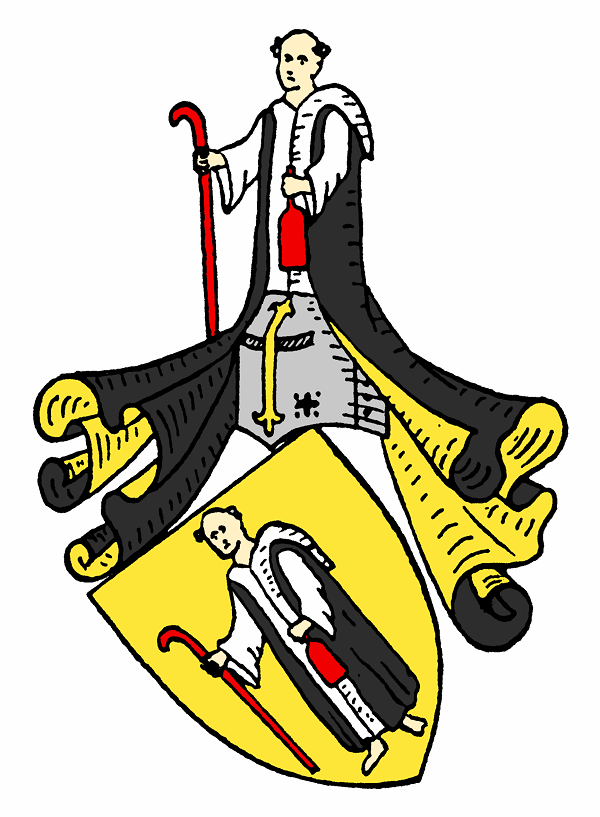
Wappen der Freiherren von Münchhausen (schwarze Linie)

Wedemeyer verkaufte den Gutsbesitz 1730 weiter an Ernst Friedemann von Münchhausen (1686–1762) aus der „schwarzen Linie“ des niedersächsischen Adelsgeschlechts Münchhausen und dessen Zweig in Wendlinghausen. Ernst Friedemann war auf dem benachbarten Gut Steinburg aufgewachsen, das seinem mütterlichen Großvater Ernst Friedemann von Selmnitz gehört hatte und das sein Vater, Gerlach Heino von Münchhausen, einst Kammerherr des Großen Kurfürsten, dann Oberstallmeister Friedrichs I., seinem Schwager Selmnitz 1686 abgekauft hatte. (Dem Großvater Selmnitz hatten auch noch Vehra, Kranichborn und Straußfurt gehört und auch das Letztere hatte Gerlach Heino, wie Steinburg, für seine jüngeren Söhne erworben.) Ernst Friedemann von Münchhausen war 1716 Oberhofmeister der verwitweten Herzogin von Sachsen-Weimar, Charlotte von Hessen-Homburg (Tochter von Kleists Prinz von Homburg) geworden. Er hatte 1721 Charlotte Friederike Quadt von Landskron geheiratet, die aus Zweibrücken stammte und 1722 von ihrem mütterlichen Onkel Otto Eberhard Streiff von Lauenstein das Schlossgut Diedendorf im Krummen Elsass erbte. 1723 wurde Ernst Friedemann zudem Regierungsrat des Herzogs Wilhelm Ernst von Sachsen-Weimar, doch nach dessen Tod 1728 entließ ihn der despotische Nachfolger Ernst August I. sogleich und Münchhausens zogen vorerst nach Diedendorf. Auf Drängen der Herzoginwitwe kehrten sie jedoch 1730 zurück in ihren Dienst, verkauften das ferne Elsässer Gut und erwarben, um einen Landsitz in der Nähe des Weimarer Hofes zu haben, gleichzeitig das Gut Herrengosserstedt mit Nebengütern in Billroda und Braunsroda samt den Zehnten aus 15 Dörfern für insgesamt 121.656 Taler. Zwecks Finanzierung veräußerte Ernst Friedemann 1731 auch sein väterliches Erbe, das Schloss Wendlinghausen bei Detmold im Weserbergland (er musste jedoch noch bis 1750 gerichtlich um die Höhe des Kaufpreises streiten).
Die Eheleute ließen nun die baufällige alte Gosserstedter Burg abtragen und auf deren Gewölbekellern ein neues, schlichtes Herrenhaus erbauen, an dessen Fassade sich bis heute das Doppelwappen Münchhausen-Quadt befindet. Wohl wegen der zunehmenden Feindschaft des jungen Herzogs, der mit seiner Stiefmutter zerstritten war, kaufte Charlotte Friederike von Münchhausen 1734 zudem ein großes Anwesen im „ausländischen“ Erfurt, und zwar das Haus zum Breiten Herd nebst Sommerhaus im Hinterhof, sowie zwei angrenzende Gebäude. Hierhin flüchtete sich Ernst Friedemann, als die Herzoginwitwe im August 1738 starb und Herzog Ernst August ihn prompt für die desolaten Finanzen der ausgabefreudigen alten Dame verantwortlich machte (der absolutistische Despot pflegte mit derartigen Begründungen häufiger Besitze des Adels widerrechtlich einzuziehen). Im Dezember desselben Jahres ernannte jedoch der sächsische Kurfürst und polnische König August III. Münchhausen zum Kreishauptmann von Thüringen, ein Ehrenamt, in dem er die Belange der Stände im Thüringischen Kreis des Kurfürstentums gegenüber dem Kurfürsten zu vertreten hatte. Mit dem Weimarer Herzog stritt Münchhausen noch 15 Jahre lang über rückständige Gehälter; erst auf Druck seines Bruders, des mächtigen königlich-britischen Premierministers des Kurfürstentums Hannover, Gerlach Adolph von Münchhausen, bequemte sich der Herzog zur Zahlung (mittels Preziosen der alten Herzogin). Ernst Friedemann starb 1762 im Breiten Herd zu Erfurt und wurde in der Herrengosserstedter Kirche begraben. Charlotte starb ein halbes Jahr später in Breslau bei ihrem Sohn und wurde dort beerdigt; der Gosserstedter Pastor durfte auf Weisung des Leipziger Konsistoriums keine Gedächtnispredigt für sie halten, da sie reformierten Bekenntnisses gewesen war.
Auch der gleichnamige Sohn und Erbe, Ernst Friedemann (1724–1784), hielt sich immer nur kurzzeitig in Herrengosserstedt auf, da er zunächst als preußischer Regierungspräsident in Küstrin lebte, dann als Regierungspräsident in Breslau, ehe er 1763 Staats- und Justizminister bei Friedrich II. wurde. In dieser Funktion hatte er wesentlichen Anteil an der Ausarbeitung des Allgemeinen Preußischen Landrechts, das in Preußen 1794 Gesetz wurde. Ab 1764 war er u. a. Chef des geistlichen Departements. Er stiftete 1774 die noch heute existierende große Kirchenglocke, die als einzige in beiden Weltkriegen durch Eingaben des Kirchenrates dem Einschmelzen entging.
Der Sohn des Ministers, Ernst Friedemann (III.) von Münchhausen (1761–1826), heiratete 1788 die geschiedene Frau seines Verwalters J. G. Lauterbach, die Bäckermeisterstochter Dorothea Hüttenrauch aus Buttstädt, nachdem er bereits zwei uneheliche Töchter mit ihr gezeugt hatte. Sie starb 1800 bei der Geburt ihres sechsten Kindes (auf Anordnung des Superintendenten durfte die Kirchenglocke für die Geschiedene nicht geläutet werden). Ihr ältester Sohn Ernst Friedemann (IV.) (1791–1869) heiratete 1827 seine Cousine Wilhelmine (1800–1881) aus Steinburg, deren gelehrter Vater Philipp Adolf Friedrich von Münchhausen (1766–1814) ein Freund von Goethe und Schiller war. (Der alte Goethe hatte durchaus ein Auge auf das junge Minchen geworfen, woraus er in seinem – ihr zum Geburtstag gewidmeten – Gedicht Der zierlichsten Undine auch keinen Hehl machte.) Eine Schwester Ernst Friedemanns IV., Helene (1788–1839), hatte sich 1802 als Vierzehnjährige mit Adelbert Herder, einem Sohn von Johann Gottfried Herder, verlobt, doch löste ihr Vater 1808 das Verlöbnis wieder auf, weil Herder junior sich (u. a. bei ihm) überschuldet und sein Gut im Bayerischen Wald zugrunde gewirtschaftet hatte. Helene verwand es nie und starb unvermählt.
Nach der Schlacht bei Auerstedt 1806 wurde Herrengosserstedt durch die bei Niederholzhausen biwakierenden Franzosen geplündert. (Ernst Friedemann IV. kämpfte im selben Jahr im Regiment Prinz Louis Ferdinands bei Saalfeld, später im Brandenburgischen Kürassierregiment.) Die Belagerungen Herrengosserstedts durch verschiedene europäische Truppen hielten bis nach der Völkerschlacht bei Leipzig an. Nach Kriegsende fiel Herrengosserstedt als Dorf der Provinz Sachsen an Preußen. Am 1. Oktober 1816 nahmen die Kreisbehörden ihre Tätigkeit auf. Damals entstand der Kreis Eckartsberga mit der Kreisstadt Kölleda. Herrengosserstedt verfügte bis 1848 über ein Patrimonialgericht und war dann bis Ende der 1920er Jahre Sitz eines eigenen Gutsbezirks. 1874 wurde die Pfefferminzbahn (Eisenbahnstrecke Großheringen–Straußfurt) in Betrieb genommen und sollte ursprünglich von Buttstädt aus über Herrengosserstedt und die Finne nach Naumburg verlaufen. Sie scheiterte aber am Widerstand der Gegner dieser Linienführung. Somit blieb Herrengosserstedt ohne Bahnanschluss.
Eigentümer des Gutes Herrengosserstedt waren in der Folge Heino von Münchhausen (1835–1901) (sein älterer Bruder Ernst Friedemann war 1832 mit vier Jahren an Scharlach gestorben), zu Heinos Paten gehörten Adele Schopenhauer und Ulrike von Pogwisch, Schwester der Ottilie von Goethe; er heiratete Marie Gräfin von der Schulenburg aus Bodendorf (zwölf Kinder); es folgte deren Sohn Ernst Friedemann (V.) (1865–1936), Landrat des Kreises Eckartsberga, verheiratet mit Gertrud Freiin von Hammerstein-Loxten, Tochter des preußischen Landwirtschaftsministers Ernst von Hammerstein-Loxten, und darauf sein Sohn Ernst Friedemann (VI.) (1906–2002). Im September 1945 wurde die Familie durch die Bodenreform in der Sowjetischen Besatzungszone enteignet und verließ das Gebiet. Ernst Friedemanns erste Ehefrau Marie Luise, eine Schwester der beiden antifaschistischen Widerstandskämpfer Kunrat von Hammerstein-Equord und Ludwig von Hammerstein-Equord, verblieb in der DDR, während ihr geschiedener Mann im nordrhein-westfälischen Justizdienst Karriere machte und es schließlich zum Staatssekretär im Justizministerium brachte. Nach der Wiedervereinigung 1990 kaufte er sich ein Stück Wald in Herrengosserstedt zurück.

### Eingliederung in die neue GemeindeAn der Poststraße
Am 1. Juli 2009 wurde Herrengosserstedt in die neue Gemeinde An der Poststraße eingegliedert.

## Politik

### Bürgermeister
Der letzte Bürgermeister war Siegbert Fröhlich.

### Wappen

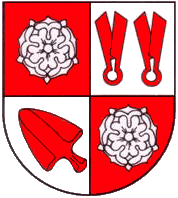
Wappen von Herrengosserstedt

Blasonierung: „Geviert von Rot und Silber, Feld 1 und 4 eine silberne Rose, Feld 2 zwei rote Schafscheren und Feld 3 eine rote schrägrechte Pflugschar.“

### Flagge
Die Flagge der Gemeinde Herrengosserstedt zeigt die Farben Rot und Silber und in der Mitte befindet sich das Wappen.

## Kultur und Sehenswürdigkeiten
- Grabstätten auf dem Ortsfriedhof für drei namentlich bekannte polnische Kinder, die während des Zweiten Weltkrieges in Herrengosserstedt auf einen Dorfteich ins Eis eingebrochen sind. Es waren 3 Geschwister, leider wurden die Gräber vor einigen Jahren entfernt.
- Evangelisch-lutherische Kirche St. Trinitatis

## Religion
Vorrangig evangelisch. In Herrengosserstedt existiert ein Pfarrhaus, welches aber nicht mehr genutzt wird. Der Ort gehört heute zur Pfarrei Braunsroda.

## Wirtschaft und Infrastruktur

### Verkehr
Östlich des Ortes verläuft die Bundesstraße 87, die von Apolda nach Naumburg (Saale) führt.

## Sport / Vereine
- ESV Herrengosserstedt 2013
- Heimatverein Herrengosserstedt e. V.
- Herrengosserstedter Faschingsgesellschaft

## Persönlichkeiten
- Rudolph Marschall (* um 1400; † um 1460), sächsischer Obrist
- Georg Rudolph Marschall (* um 1550; † um 1602), Erbmarschall der Landgrafschaft Thüringen
- Ludwig Ernst Marschall (* 1575; † 1652) Erbmarschall von Thüringen, Oberaufseher der Grafschaft Henneberg
- Ernst Friedemann von Münchhausen (* 1724; † 1784), preußischer Justizminister
- Ernst Friedemann Freiherr von Münchhausen (* 1865; † 1936), Landrat des Landkreises Eckartsberga
- Ernst Friedemann Freiherr von Münchhausen (* 1906; † 2002), Staatssekretär im Justizministerium des Landes Nordrhein-Westfalen

## Sonstiges
Von den Einheimischen wird der Ortsname Josserscht ausgesprochen.